# بولیارسکو
بولیارسکو (به بلغاری: Bolyarsko) یک منطقهٔ مسکونی در بلغارستان است که در استان یامبول واقع شده‌است.
 بولیارسکو  ۳۲۷ نفر جمعیت دارد و ۱۴۱ متر بالاتر از سطح دریا واقع شده‌است.